# Anna Marie Pyle
Anna Marie Pyle es una académica estadounidense que es profesora Sterling de biología molecular, celular y del desarrollo y profesora de química en la Universidad de Yale, y investigadora para el Instituto Médico Howard Hughes. Pyle es la presidenta de la RNA Society, la vicepresidenta del Comité Directivo de Ciencia y Tecnología en el Laboratorio Nacional de Brookhaven, y anteriormente ostentó el cargo como presidenta de la Sección de Estudio de la Estructura y Función A Macromolecular,  en los Institutos nacionales de Salud de los Estados Unidos.

## Educación y primeros años
Plye creció en Albuquerque, Nuevo México, y fue ella quien se interesó por la ciencia. Pero no fue hasta después de obtener su licenciatura de la Universidad de Princeton que se comprometió a una carrera en química. En 1990, se graduó de la Universidad de Columbia con un doctorado en química. Pyle continuó su postdoctorado en la Universidad de Colorado hasta que en 1992 estableció un grupo de investigación en el Centro Médico de la Universidad de Columbia en el Departamento de Bioquímica y Biofísica Molecular. En 2002, se mudó a la Universidad de Yale.

## Investigaciones
Se unió a la Universidad de Yale en 2002. Donde investigó las características arquitectónicas de las moléculas de ARN grandes y las enzimas remodeladoras de ARN utilizando bioquímica experimental y cristalografía, como los intrones  de auto-empalme y otros ARN no codificantes. Ha centrado su investigación para comprender cómo los ARN grandes se ensamblan en estructuras terciarias específicas y estables, y también cómo las enzimas dependientes de ATP en la célula reconocen y remodelan el ARN. Específicamente, logró cristalizar y resolver la estructura de un intrón IIC grupal de la bacteria Oceanobacillus iheyensis,  y se mueve a través de las etapas de empalme. La investigación de Pyle puede ser útil en el desarrollo de fármacos, ya que la estructura terciaria del ARN podría proporcionar información sobre las biomoléculas que se pueden administrar con medicamentos.

## Premios y distinciones seleccionados
- 2018 Nombrada como Profesora Sterling de Biología Molecular, Celular y del Desarrollo.[9]
- Miembro electo de la Asociación Estadounidense para el Avance de la Ciencia (AAAS).[10]
- 2005 Miembro designado de la Academia Americana de Artes y Ciencias.[11]